# Lygia da Veiga Pereira
Lygia da Veiga Pereira Carramaschi (Rio de Janeiro, 2 de janeiro de 1967) é uma professora universitária e pesquisadora brasileira. Desde 1997, atua na Universidade de São Paulo.
É a responsável pelo estabelecimento de uma primeira linhagem brasileira de células-tronco embrionárias de multiplicação in vitro, disponibilizadas para outros grupos de pesquisa no país. Dessa forma, pesquisadores brasileiros ganharam certa independência em relação à importação dessas células, agilizando os estudos que a utilizam.

## Biografia
Lygia da Veiga Pereira nasceu em 1967 no Rio de Janeiro, filha de Regina Maria Daudt da Veiga (trineta de João Simões Lopes, o Visconde da Graça), socióloga, e de Geraldo Jordão Pereira, sociólogo, editor fundador da Editora Sextante.
Desde a infância, Lygia teve intimidade com os livros, influência herdada do avô paterno e também editor José Olympio, o que a fez pensar por um tempo que o ramo editorial seria também o seu destino. Porém foi no colegial que se interessou por física, o que a levou ao curso de graduação, na PUC-Rio. Inicialmente fez vestibular para engenharia, mas se transferiu para o curso de Física, concluído em 1988.
Durante o curso de física se interessou por engenharia genética, o que a fez seguir com o mestrado, finalizado em 1990, cuja tese versava sobre estudos genéticos sobre esfingomielinase ácida humana, uma enzima lisossomal relacionada com a Doença de Niemann-Pick, no departamento de Biofísica da UFRJ.
Posteriormente seguiu ao doutorado na Mount Sinai School of Medicine, na Universidade da Cidade de Nova Iorque, com a caracterização da proteína fibrilina na Síndrome de Marfan, recebendo o título de doutora em 1994. O interesse pelos estudos sobre a doença continuaram com as linhas de pesquisa posteriores na USP, por exemplo com a criação de camundongos modificados para o estudo da anomalia.
De volta ao Brasil, chegou a retornar aos laboratórios da UFRJ na Ilha do Fundão, mas a falta de investimentos em pesquisa no Rio de Janeiro na época a fez mudar-se para São Paulo, com uma bolsa da FAPESP destinada à manutenção de pesquisadores no país. Com isso realizou um pós-doutorado no laboratório da Mayana Zatz, no Instituto de Biociências da USP(IB-USP) até o ano de 1996, com identificação de genes relacionados à inativação do cromossomo X.
Em 1997 tornou-se professora do Departamento de Genética e Biologia Evolutiva do IB-USP. E a partir de então tem atuado como pesquisadora em áreas como epigenética, geração de novas linhagens de células-tronco embrionárias, análise molecular das doenças de Tay-Sachs e Gaucher, estudo da Síndrome de Marfan e no desenvolvimento de modelos animais para doenças genéticas.
Atualmente é professora e chefe do Laboratório nacional de Células-Tronco Embrionárias (LaNCE) da Universidade de São Paulo.

### Prêmios
Em 1979, por influência do avô paterno, José Olympio, participa e vence a categoria 12 a 16 anos do1º Concurso Literário Infanto-Juvenil do Círculo do Livro, com o conto "De Como Liquidei a Dívida Externa do Brasil", onde aproxima a situação econômica do país na época e as alarmantes notícias da queda do satélite americano Skylab para fazer uma narrativa engraçada e irreverente.
Em 2007, foi considerada, pela revista Istoé, uma das personalidades mais influentes do Brasil no cenário mundial, prêmio que voltou a receber em 2008 e 2010.
Em 2008, também recebeu o prêmio Os 100 brasileiros mais influentes, concedido pela Época.
Em 2008, recebeu o prêmio Faz a Diferença, concedido pelo jornal O Globo, na categoria Ciência/História.

## Recepção
A Universidade Federal de Minas Gerais considera a cientista como uma das protagonistas do debate nacional em torno da aprovação, feita pelo Supremo Tribunal Federal, do uso de células-tronco embrionárias com finalidades científica e terapêutica.
Foi avaliada pela TV Cultura como uma cientista que usa "linguagem muito simples para explicar coisas bem complicadas".

## Vida pessoal
Pereira é casada desde 2001 com Fabio Rosa Carramaschi  e tem duas filhas.